# درازدامن‌ها
دِرازدامن‌ها (نام علمی: Pharomachrus) نام یک سرده از تیره لانه‌کنان (تروگون‌ها) است.
پنج گونه موجود در این سرده (جنس) به علاوه یک پرنده در سرده گوش‌بزرگ‌ها (Euptilotis) که درازدامن گوش‌بزرگ نام دارد، مجموعا شش پرنده رنگارنگی را تشکیل می‌دهند که درازدامن (کوئتزال) نامیده می‌شوند.
انتخاب نام درازدامن برای این گروه از شکل پرهای درازدامن درخشان گرفته شده که بال و دم آن شکل و حالت ردا و دامن دراز دارد.

## گونه‌ها
- - درازدامن کاکلی،  Pharomachrus antisianus.
  - درازدامن سرطلایی،  Pharomachrus auriceps.
  - درازدامن نوک‌سفید،  Pharomachrus fulgidus.
  - درازدامن درخشان،  Pharomachrus mocinno.
  - درازدامن پاونی،  Pharomachrus pavoninus.